# Classe A (1913)
Pour les autres classes de navires du même nom, voir Classe A.
La Classe A, telle que désignée à partir de 1913, était un groupe hétérogène de 42 destroyers torpilleurs de la Royal Navy de différentes classes construites entre 1892 et 1895.

Elle réunissait les bâtiments ayant une vitesse maximum de 26 à 27 nœuds et ayant un poste d'équipage distinctif appelé Turtleback (dos de tortue).

Il ne faut pas la confondre avec l'autre Classe A de 1930.

## Les bâtiments

### Groupe 26 nœuds (programme 1892-93)
- Classe Daring : construction John I. Thornycroft & Company à Chiswick
  - HMS Daring : lancé le 25 novembre 1893, vendu pour démolition le 10 avril 1912.
  - HMS Decoy : lancé le 7 février 1894, coulé par collision le 13 août 1904.
- Classe Havock : construction Yarrow Shipbuilders à Cubitt Town
  - HMS Havock : lancé le 12 août 1893, démoli en 1912.
  - HMS Hornet : lancé le 23 décembre 1893, vendu pour démolition le 12 octobre 1909.
- Classe Ferret : construction Cammell Laird à Birkenhead
  - HMS Ferret : lancé le 9 décembre 1893, torpillé en 1911.
  - HMS Lynx : lancé le 24 janvier 1894, vendu pour démolition le 10 avril 1912.

### Groupe 27 nœuds (programme 1893-94)
- Classe Ardent : construction John I. Thornycroft & Company à Chiswick
  - HMS Ardent : lancé le 16 octobre 1894, vendu pour démolition le 10 octobre 1911.
  - HMS Boxer : lancé le 28 novembre 1894, perdu sur collision le 8 février 1918.
  - HMS Bruizer : lancé le 27 février 1895, vendu pour démolition le 26 mai 1914.
- Classe Charger : construction Yarrow Shipbuilders à Cubitt Town
  - HMS Charger : lancé le 15 septembre 1894, vendu pour démolition le 14 mai 1912.
  - HMS Dasher : lancé le 28 novembre 1894, vendu pour démolition le 14 mai 1912.
  - HMS Hasty : lancé le 16 juin 1894, vendu pour démolition le 9 juillet 1912.
- Classe Banshee : construction Cammell Laird à Birkenhead
  - HMS Banshee : lancé le 17 novembre 1894, vendu pour démolition le 10 avril 1912.
  - HMS Contest : lancé le 1er décembre 1894, vendu pour démolition le 11 juillet 1912.
  - HMS Dragon : lancé le 15 décembre 1894, vendu pour démolition le 9 juillet 1912.
- Classe Conflict : construction J. Samuel White à Cowes
  - HMS Conflict : lancé le 13 décembre 1894, vendu pour démolition le 20 mai 1920.
  - HMS Teazer : lancé le 9 février 1895, vendu pour démolition le 9 juillet 1912.
  - HMS Wizard : lancé le 27 février 1895, vendu pour démolition le 20 mai 1920.
- Classe Fervent : construction Hanna, Donald & Wilson à Paisley en Écosse
  - HMS Fervent : lancé le 20 mars 1895, vendu pour démolition le 20 mai 1920.
  - HMS Zephyr : lancé le 10 mai 1895, vendu pour démolition le 20 mai 1920.
- Classe Handy : construction Fairfield Shipbuilding and Engineering Company à Govan
  - HMS Handy : lancé le 9 mars 1895, vendu pour démolition en 1916 à Hong Kong.
  - HMS Hart : lancé le 27 mars 1895, vendu pour démolition en 1912 à Hong Kong.
  - HMS Hunter : lancé le 28 décembre 1895, vendu pour démolition le  10 avril 1912.
- Classe Hardy : construction William Doxford & Sons à Sunderland
  - HMS Hardy : lancé le 16 décembre 1894, vendu pour démolition le 11 juillet 1911.
  - HMS Haughty : lancé le 18 septembre 1894, vendu pour démolition le 10 avril 1912.
- Classe Janus : construction Palmers Shipbuilding and Iron Company à Jarrow
  - HMS Janus : lancé le 12 mars 1895, vendu pour démolition en 1912 à Hong Kong.
  - HMS Lightning : lancé le 10 avril 1895, coulé sur mine le 30 juin 1915.
  - HMS Porcupine : lancé le 19 septembre 1895, vendu pour démolition le 29 avril 1920.
- Classe Sunfish : construction Hawthorn Leslie and Company à Newcastle upon Tyne
  - HMS Sunfish : lancé le 9 août 1895, vendu pour démolition le 7 juin 1920.
  - HMS Opposum : lancé le 4 octobre 1895, vendu pour démolition le 29 juillet 1920.
  - HMS Ranger : lancé le 28 mai 1895, vendu pour démolition le 20 juillet 1920.
- Classe Rocket : construction John Brown & Company à Clydebank
  - HMS Rocket : lancé le 14 août 1894, vendu pour démolition le 10 avril 1912.
  - HMS Shark : lancé le 22 septembre 1894, vendu pour démolition le 11 juillet 1921.
  - HMS Surly : lancé le 10 novembre 1894, vendu pour démolition le 23 mars 1920.
- Classe Salmon : construction Earle's Shipbuilding à Kingston-upon-Hull
  - HMS Salmon : lancé le 15 janvier 1895, vendu pour démolition le 14 mai 1912.
  - HMS Snapper : lancé le 30 janvier 1895, vendu pour démolition le 14 mai 1912.
- Classe Sturgeon : construction Vickers-Armstrongs à Barrow-in-Furness
  - HMS Sturgeon : lancé le 21 juillet 1894, vendu pour démolition le 14 mai 1912.
  - HMS Starfish : lancé le 26 janvier 1895, vendu pour démolition le 15 mai 1912.
  - HMS Skate : lancé le 13 mars 1895, vendu pour démolition le 9 avril 1907.
- Classe Swordfish : construction Armstrong Whitworth  à Newcastle upon Tyne
  - HMS Swordfish : lancé le 7 juin 1895, vendu pour démolition le 11 octobre 1910.
  - HMS Spitfire : lancé le 27 février 1895, vendu pour démolition le 10 avril 1912.
- Classe Zebra : construction Thames Ironworks and Shipbuilding Company à Londres
  - HMS Zebra : lancé le 3 décembre 1895, vendu pour démolition le 30 juillet 1914.